# Dunaújvárosi Kohász KA
Maillots
Dernière mise à jour : 8 novembre 2018.
Le Dunaújvárosi Kohász KA est un club hongrois de handball basé à Dunaújváros. Il a précédemment été une section du club omnisports du Dunaferr SE et était alors appelé Dunaferr NK.
Il s'agit d'un des meilleurs clubs hongrois et européen de la fin des années 1990 et début des années 2000 avec 5 championnats et autant de coupes de Hongrie remportés et quatre victoires en coupes d'Europe dont la Ligue des champions en 1999

## Historique
Fondé en 1979, le club a évolué sous différentes appellations :
- Dunaújvárosi Kohász SE: de 1979 à 1989
- Dunaferr SE/NK : 1989 à 2009
- Dunaújvárosi NKKSE : de 2009 à 2012
- Dunaújvárosi Kohász Kézilabda Akadémia : depuis 2012

## Palmarès
Compétitions internationales
- Ligue des champions
  - Vainqueur (1) :  1999
  - Demi-finaliste : 2004, 2005
- Coupe des vainqueurs de coupe
  - Vainqueur (1) : 1995
  - Finaliste : 1979, 1994
- Coupe de l'EHF
  - Vainqueur (2) : 1998 et 2016
  - Finaliste : 2003
- Supercoupe d'Europe
  - Vainqueur (1) : 1999

Compétitions nationales
- Championnat de Hongrie (NB I.)
  - Vainqueur (5) : 1998, 1999, 2001, 2003, 2004
  - Vice-champion (4) : 1997, 2002, 2005, 2008
  - Troisième (4) : 1996, 2000, 2006, 2007
- Coupe de Hongrie
  - Vainqueur (5) : 1998, 1999, 2000, 2002, 2004
  - Finaliste (4) : 1994, 2003, 2005, 2008

## Joueuses emblématiques
- Ágnes Farkas, au club entre 1999 et 2000
- Andrea Farkas, au club entre 1997 et 2000
- Bernadett Ferling, au club entre 1995 et ?
- Erzsébet Kocsis, au club entre 1989 et 1999, élue meilleure handballeuse mondiale de l'année par l'IHF en 1995
- Anita Kulcsár, au club entre 2004 et 2005, élue meilleure handballeuse mondiale de l'année par l'IHF en 2004
- Katalin Pálinger, au club entre 2000 et 2005
- Bojana Radulovics, au club entre 1995 et 2006, élue meilleure handballeuse mondiale de l'année par l'IHF en 2000 et 2003
- Beáta Siti, au club entre 1992 et 2000
- Zsuzsanna Tomori, au club entre 2002 et 2004
- Paula Ungureanu, au club entre 2006 et 2008